# Paul Backelin
Gustaf Paul Backelin, född 14 februari 1911 i Bjärtrå socken i Ångermanland, död 2 februari 2000 i Sollefteå, var en svensk kamrer och målare.
Han var son till pastorn Erik Backelin och läraren Alma Bergström och från 1938 gift med Annalisa Larsson. Backelin var som konstnär autodidakt och medverkade i ett flertal samlingsutställningar i Sundsvall. Tillsammans med Ingeborg Sundbaum och Sixten Söderman ställde han ut i Sollefteå 1955. Hans konst består av landskapsskildringar från Ångermanland och Värmland.  